# Mayer Amschel Rothschild

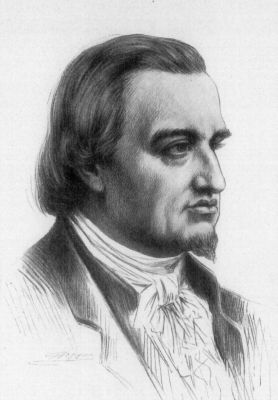
Mayer Amschel Rothschild

Mayer Amschel Rothschild (geboren 23. Februar 1744 in Frankfurt am Main; gestorben 19. September 1812 ebenda) war ein deutscher Kaufmann und Bankier. Er ist der Gründer des Hauses Rothschild.

## Leben und Werk

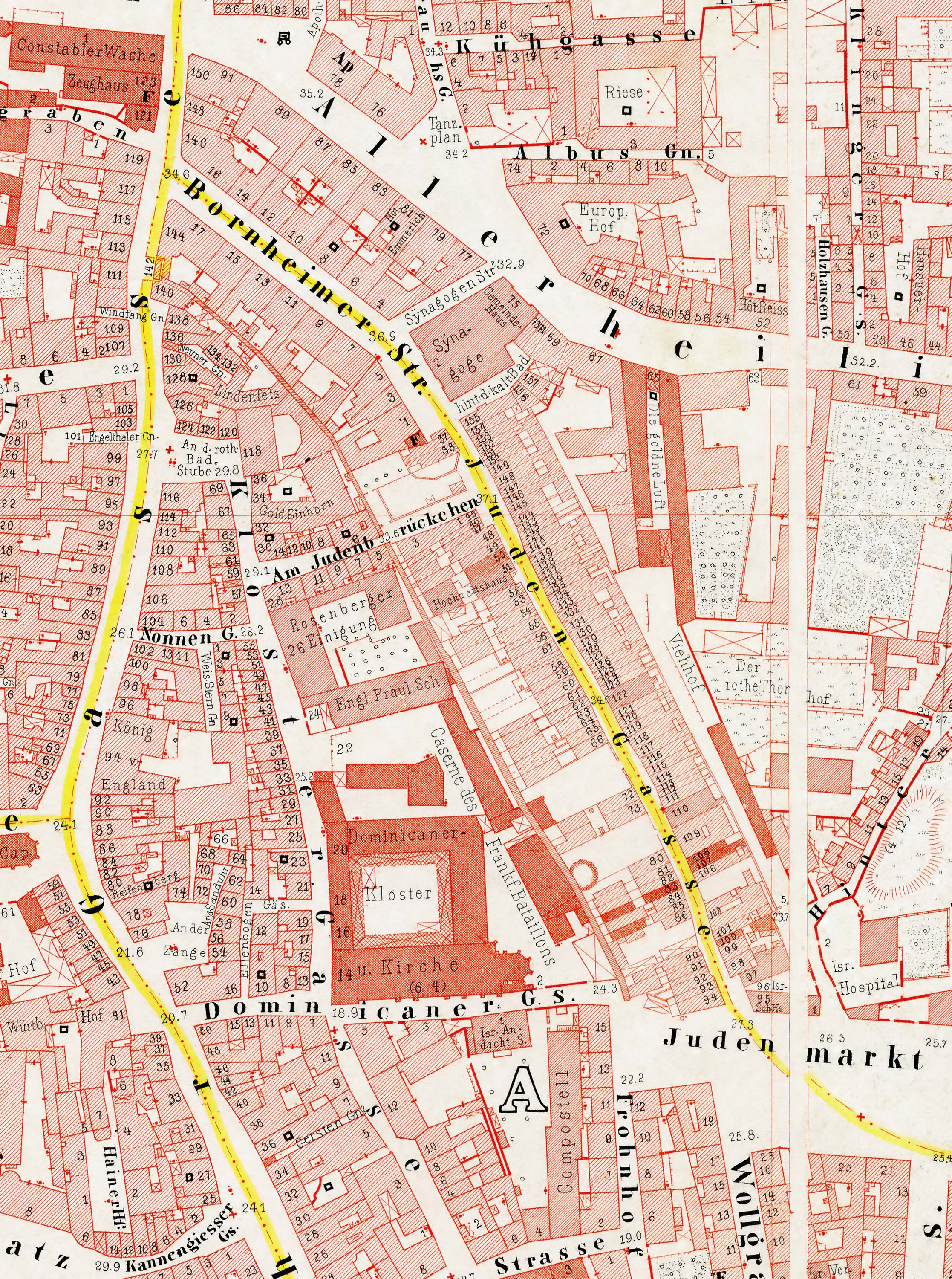
Verlauf der Frankfurter Judengasse. Das Hinterhaus zur Pfanne befand sich am nördlichen Ende der Judengasse, das Haus zum Grünen Schild dagegen in der Mitte.

### Familie und Kindheit
Rothschilds Vorfahren entstammten einem Zweig der jüdischen Familie Hahn, die seit 1530 in der Frankfurter Judengasse ansässig war. Isaak Elchanan († 1585) erbaute um 1567 das Haus „zum Roten Schild“ in der Judengasse 69. Sein Enkel und dessen Nachfahren nahmen diesen Namen als Familiennamen an und behielten ihn auch, als sie 1634 in das Hinterhaus zur Pfanne (Judengasse 188) zogen. Mayer Amschels Vater, Amschel Moses Rothschild, betrieb in der Judengasse ein Geschäft für den Handel mit Kleinwaren und Geldwechsel. Das Hinterhaus hatte eine Fassadenbreite von nur etwa 3,40 Meter. Verteilt auf drei Stockwerke und eine Dachkammer hatte es eine Nutzfläche von etwa 120 Quadratmetern. Im Erdgeschoss befanden sich die Geschäftsräume, in denen auch die Handelswaren aufbewahrt wurden. Das Haus wurde zeitweise von 30 Personen bewohnt.
Sein Sohn Mayer Amschel ging zunächst auf eine jüdische Elementarschule in der Judengasse. Ab 1755 besuchte er die Jeschiwa des David Strauss in Fürth. Warum Amschel Moses Rothschild seinen Sohn nach Fürth schickte, lässt sich heute nicht mehr nachvollziehen. Sollte Amschel Moses Rothschild beabsichtigt haben, seinen Sohn zum Rabbiner auszubilden, wäre der Besuch der Jeschiwa in Frankfurt einfacher und billiger gewesen. Möglicherweise bot die Jeschiwa in Fürth aber anders als die in Frankfurt auch Unterricht in säkularen Fächern wie Rechnen. Nach dem Tod seines Vaters 1755 und seiner Mutter Schönche Lechnich 1756 musste er aber den Schulbesuch dort wieder abbrechen. Stattdessen wurde er für einige Jahre nach Hannover geschickt, wo er in der Firma von Wolf Jakob Oppenheim arbeitete. Wolf Jakob Oppenheim gehörte der weitverzweigten Familie Oppenheim an, von denen ein Familienmitglied zu dieser Zeit in Bonn einer der Hoffaktoren von Kurfürst Clemens August I. von Bayern war. Hoffaktoren waren selbständige Kaufleute, die die Adelshöfe mit verschiedenen Luxusgütern belieferten und auch Finanzgeschäfte tätigten. Zu den Betätigungsfeldern von Hoffaktoren, die häufig Juden waren, gehörte auch die Beschaffung antiquarischer Münzen und anderer Sammelstücke für die fürstlichen Kuriositätenkabinette. Mayer Amschel erwarb vermutlich in der Firma von Wolf Jakob Oppenheim die notwendigen Kenntnisse in Numismatik, Geschichte und Kunstgeschichte, um selbst in diesem Geschäftsbereich tätig zu werden.

### Tätigkeit als Münz- und Antiquitätenhändler
Mayer Amschel kehrte um 1764 im Alter von zwanzig Jahren wieder nach Frankfurt in die Judengasse zurück. Die in diesem Ghetto lebenden Juden waren strengen Regeln unterworfen. Es war ihnen untersagt, das Ghetto nach Einbruch der Dunkelheit, sonntags sowie an christlichen Feiertagen zu verlassen. Bis zur Französischen Revolution 1789 durften Juden die Stadt Frankfurt nur zu geschäftlichen Zwecken betreten und auch dann nie mehr als zwei nebeneinander. Sie durften keine Schenken oder Kaffeehäuser besuchen, keine der Frankfurter Parks betreten oder auf den Promenaden spazieren gehen. Ihnen war es auch untersagt, christliche Bedienstete einzustellen. Die Sprache im Ghetto war nicht Jiddisch, sondern Judendeutsch, eine Mischung aus Hebräisch und Frankfurter Dialekt, das viele der Ghettobewohner in hebräischen Buchstaben von rechts nach links schrieben.

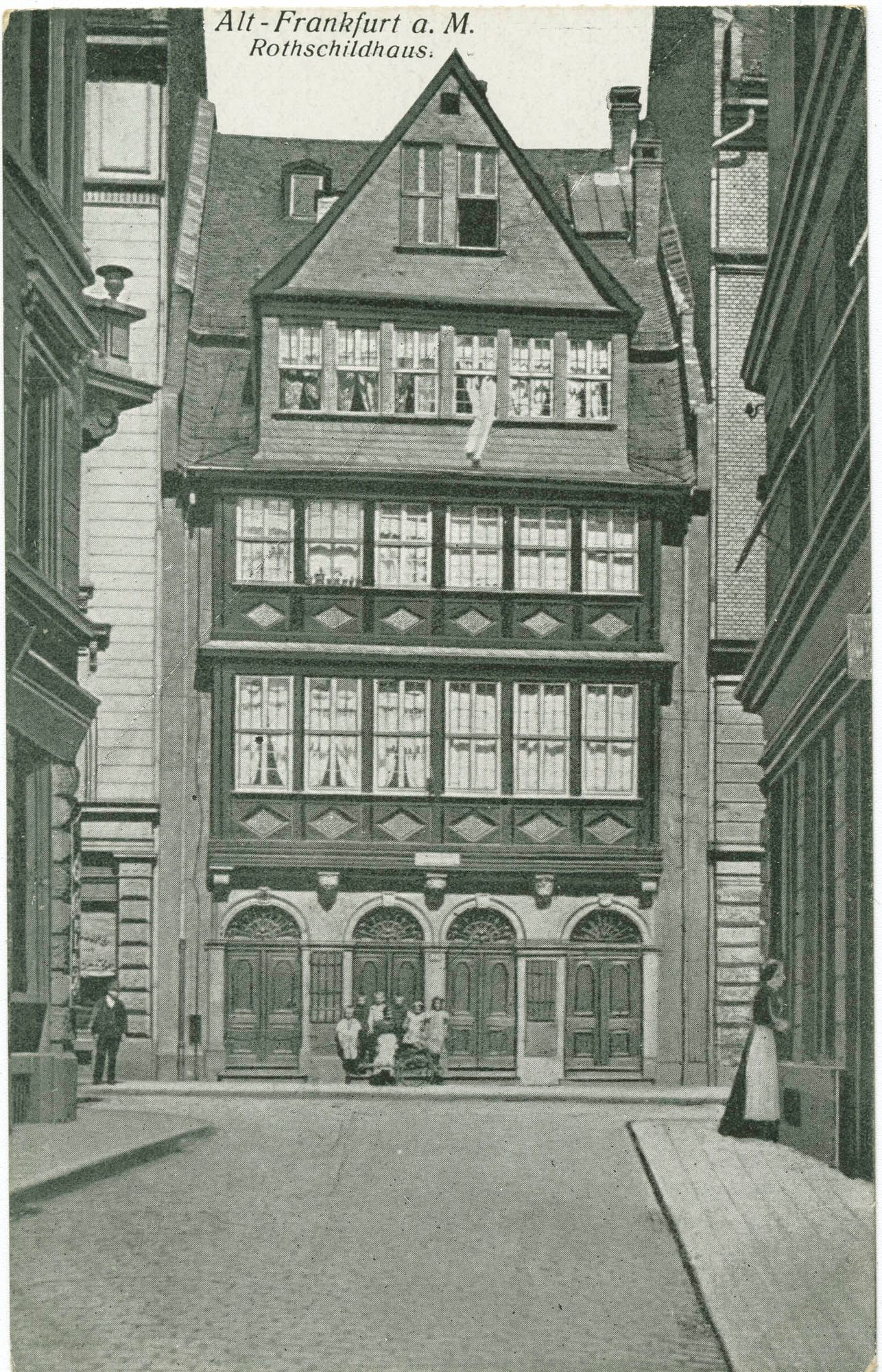
Das Haus zum Grünen Schild in der Judengasse, ab 1786 oder 1787 Stammhaus der Rothschilds

Mayer Amschel arbeitete als Münz- und Wechselhändler, wobei er teils selbständig, teils gemeinsam mit seinen Brüdern Geschäfte tätigte. Während seiner Zeit bei Wolf Jakob Oppenheim hatte er die Bekanntschaft mit dem Münzsammler General von Estorff gemacht. Dank dieser Bekanntschaft konnte Mayer Amschel in den folgenden Jahren wiederholt einige Münzen an das Münzkabinett des Erbprinzen Wilhelm von Hessen in Hanau verkaufen. Die einzige Rechnung, die ein solches Geschäft mit dem Erbprinzen belegt, stammt aus dem Jahre 1765 und beläuft sich auf die nicht sehr hohe Summe von 38 Gulden und 30 Kreutzer. Es muss aber weitere Lieferungen gegeben haben, denn im Jahr 1769 reichte Mayer Amschel beim Erbprinzen eine Bittschrift ein, ihm den Titel eines Hoffaktors zu gewähren. Dieser Bitte wurde entsprochen und er konnte am 21. September 1769 die Plakette mit dem Wappen von Hessen-Hanau und der Inschrift „M. A. Rothschild, Hoflieferant Seiner Erlauchten Hoheit, Erbprinz Wilhelm von Hessen, Graf von Hanau“ vor seinem Geschäft anbringen. Dieser Titel war mit keinen besonderen Rechten verbunden, war aber hilfreich im Geschäft mit anderen adeligen Kunden.
Am 29. August 1770 heiratete Mayer Amschel Gutle Schnapper. Die 17-jährige Gutle war Tochter von Wolf Salomon Schnapper, einem ebenfalls in der Frankfurter Judengasse lebenden Hoffaktor des Herzogtums Sachsen-Meiningen. Sie brachte eine Mitgift von 2.400 Gulden in die arrangierte Ehe ein. Das Ehepaar lebte im Haus Hinterpfann, das sie sich mit den Familien zweier Brüder von Mayer Amschel teilen mussten. Der Anteil, der ihnen am Haus gehörte, betrug drei Achtel. Das Paar bekam 20 Kinder, von denen fünf Töchter und fünf Söhne überlebten, die zwischen 1771 und 1792 geboren wurden. Über die frühe Zeit der Ehe zwischen Mayer Amschel und Gutle Schnapper weiß man nur sehr wenig. Vermutlich sind die übrigen Kinder sehr früh verstorben. Auf Grund der schlechten hygienischen Bedingungen in der dicht besiedelten Frankfurter Judengasse lag die Kindersterblichkeit in diesem Ghetto um 58 Prozent über der im übrigen Frankfurt.
Die Geschäftstätigkeit von Mayer Amschel beschränkte sich bis zur Geburt seines jüngsten Kindes auf den Handel mit Münzen, Antiquitäten und anderen Raritäten, an denen seine Kunden Interesse haben könnten. Der Frankfurter Handlungs-Adreß-Calender von 1778 weist ihn als einzigen jüdischen Händler aus, der sich auf dieses Geschäftsfeld spezialisierte. Es sind einige der Kataloge erhalten geblieben, die Mayer Amschel im Kreis seiner Kunden zirkulieren ließ. Diese in Leder gebundene Kataloge sind etwa zehn bis sechzehn Seiten stark und listen alte griechische, römische und auch deutsche Münzen sowie geschnitzte Figuren, kostbare Steine und verschiedene Antiquitäten auf. Der Wert der je Katalog angebotenen Waren lag bei 2.500 und 5.000 Gulden. Die aufgeführten Münzen waren genau datiert, beschrieben und entsprechend einem numismatischen Handbuch nummeriert. Zeigte einer der Kunden Interesse, wurde ihm der Gegenstand zur Ansicht zugeschickt und dann der Preis ausgehandelt, der in der Regel unterhalb des Orientierungspreises im Katalog lag. Aus einer im Bayerischen Staatsarchiv befindlichen Rechnung geht beispielsweise hervor, dass sich Herzog Karl Theodor von Bayern im Jahre 1789 eine Reihe von Münzen zusenden ließ und daraus achtzehn aussuchte. Der Katalogpreis der Münzen hätte 265 Gulden betragen. Der Herzog zahlte insgesamt jedoch nur 153 Gulden und 32 Kreutzer. Das Jahreseinkommen von Mayer Amschel, das sich anhand des Zehentbuches abschätzen lässt, lag in den 1770er Jahren bei etwa 2.400 Gulden. Das entspricht dem, was ein Schultheiß zu dieser Zeit jährlich verdiente.
Die Familie war wohlhabend genug, um ab 1783 in zwei Transaktionen das Haus zum Grünen Schild in der Judengasse 148 zu erwerben und dieses entweder 1786 oder 1787 zu beziehen. Mit etwa 4,70 Metern Frontbreite war es eines der größten Häuser in der Judengasse, verglichen mit Häusern außerhalb der Judengasse in vergleichbarer Preislage – deren Erwerb Mayer Amschel als Jude jedoch nicht möglich war – war es beengt und armselig. Das dreistöckige Haus verfügte aber über eine eigene Wasserpumpe, was in der Frankfurter Judengasse eine Rarität darstellte, zwei Keller und ein zweistöckiges Hinterhaus, in dem sich auch die einzige Toilette befand. Das 1615 erbaute Haus gilt als das Stammhaus der Familie Rothschild. Es bestand noch zu Beginn des Zweiten Weltkrieges, wurde dann aber wie die übrigen noch stehenden Häuser der Judengasse bei den Luftangriffen auf Frankfurt 1944 zerstört.

### Die ersten Bankgeschäfte
Zwischen 1790 und 1800 erfolgte ein Wandel in der Geschäftstätigkeit von Mayer Amschel, der zur Folge hatte, dass die Rothschilds um 1800 eine der elf reichsten Familien in der Frankfurter Judengasse waren. Der Schwerpunkt der Geschäftstätigkeit verlagerte sich zunehmend vom Münz- und Antiquitätenhandel hin zu Bankgeschäften. Dies zeigt sich auch an der frühesten noch vorhandenen Bilanz des Hauses Rothschilds, die aus dem Jahre 1797 stammt. Diese weist ein Firmenvermögen von 108.504 Gulden aus. Bei den aufgeführten Aktiva handelt es sich um Staatsanleihen sowie persönliche Darlehen und Kredite an eine Reihe sehr verschiedener Unternehmen. Auf der Passivseite finden sich Einlagen von einem ebenso breiten Spektrum von Institutionen und Privatpersonen, darunter auch einflussreichen nichtjüdischen Unternehmen und Familien. Zu den Gläubigern von Mayer Amschel zählte unter anderem der Frankfurter Zweig der Familie Brentano, die Bankiers Bethmann sowie der Frankfurter Privatbankier und Kunstsammler Johann Friedrich Städel. Die Bilanz belegt, dass Mayer Amschels Geschäftspartner ihren Sitz nicht nur in der Nähe der Stadt Frankfurt hatten, sondern dass seine Geschäftsverbindungen von Amsterdam, Hamburg und Bremen bis nach Leipzig, Berlin, Wien, London und Paris reichten.

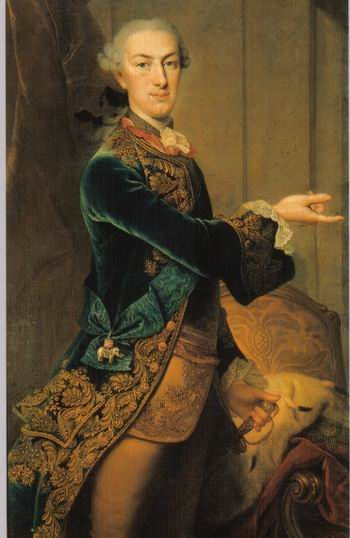
Landgraf Wilhelm IX. von Hessen-Kassel war einer der wohlhabendsten europäischen Fürsten

Der zunehmende Wohlstand des Hauses Rothschild unter der Leitung von Mayer Amschel Rothschild wird häufig mit seiner Geschäftstätigkeit für Landgraf Wilhelm IX. von Hessen-Kassel in Verbindung gebracht. Die Analysen des Historikers Niall Ferguson zeigen jedoch, dass es Mayer Amschel nur sehr langsam gelang, mit dem landgräflichen Hof in geschäftliche Verbindung zu treten und dass diese Geschäftsverbindung bis 1800 keinen sehr großen Einfluss auf die Vermögensentwicklung des Hauses Rothschild hatte. Wilhelm IX. war einer der reichsten Fürsten im Heiligen römischen Reich Deutscher Nation. Die Grundlage dieses Vermögens hatte Landgraf Friedrich II. von Hessen-Kassel, der Vater Wilhelms IX., mit dem Verkauf hessischer Soldaten für den Kampf der britischen Krone gegen die nach Unabhängigkeit strebenden Nordamerikaner gelegt. Auch Wilhelm IX. verkaufte hessische Soldaten an den Höchstbietenden. Die Bezahlung erfolgte in Form von zinslosen Wechseln, die erst später zur Zahlung fällig wurden. Wilhelm IX. ließ diese Wechsel regelmäßig vor Fälligkeit verkaufen, da der Abschlag, den er an den Wechselaufkäufer zahlen musste, geringer war als die Zinsen, die er erhielt, wenn er das Geld anlegte. Mayer Amschel versuchte sich bereits in den 1780er Jahren an diesem Wechseldiskontgeschäft zu beteiligen, erhielt aber bis in die 1790er nur sehr kleine Tranchen zugeteilt. Um in diesem Geschäft Fuß zu fassen, hielt sich Mayer Amschel häufig in Kassel auf und konnte dort seine Kontakte mit Carl Friedrich Buderus erneuern, den er bereits aus der Zeit kannte, als Wilhelm IX. noch in Hanau lebte. Carl Friedrich Buderus war mittlerweile Kriegszahlmeister am landgräflichen Hof und bereits 1794 gab es offenbar eine Kooperation zwischen Carl Friedrich Buderus und dem Hause Rothschild. Buderus setzte sich dafür ein, dass Mayer Amschel bei den Wechseldiskontkrediten mitbieten durfte, war allerdings nicht immer erfolgreich. Die erste große Transaktion, die Mayer Amschel für den landgräflichen Hof abwickelte, erfolgte im Jahre 1798 als Mayer Amschel auf einen Rat von Carl Buderus hin Frankfurter Stadtschuldverschreibungen zu günstigeren Konditionen an Wilhelm IX. verkaufte, als dies die beiden nichtjüdischen Bankhäuser Rüppell & Harnier (gegründet 1798) sowie Preye & Jordan dem Hofe anboten.

### Kurfürstlicher Oberhofagent
Der Umfang der Finanzgeschäfte mit dem Landgrafen wuchs an, nachdem Rothschild sich an dem Verkauf einer Geldanleihe an den Landgrafen im Jahr 1800 beteiligte. 1803 wurde Mayer Amschel zum Oberhofagenten des inzwischen zum Kurfürsten aufgestiegenen Wilhelm ernannt. Ähnlich wie der Titel Hoffaktor war die Bezeichnung Oberhofagent nur ein Ehrentitel, der mit keinen Rechten verbunden war. Die Verleihung des Titels drückt jedoch die zunehmende geschäftliche Verbindung zwischen Mayer Amschel und dem kurfürstlichen Hof aus. 1804 konnte Rothschild erstmals alleine eine Staatsanleihe auflegen und verkaufen. Es handelte sich dabei um eine Anleihe des dänischen Staats, die Rothschild zur Gänze an Wilhelm vermitteln konnte.
1806 wurde Kassel von französischen Truppen besetzt und Kurfürst Wilhelm I. musste sich ins Exil begeben. Carl Friedrich Buderus gelang es, ein Vermögen von 27 Millionen Gulden und damit einen beträchtlichen Teil des kurfürstlichen Vermögens vor dem französischen Zugriff zu retten. Bei der Verwaltung des Vermögens griff Buderus überwiegend auf die Dienste von Mayer Amschel zurück. Mayer Amschel zog beispielsweise für den Kurfürsten die Zinsen bei verschiedenen Kreditnehmern ein und legte sie für den Kurfürsten wieder an. Er kaufte auch einen großen Teil der kurfürstlichen Münzsammlung auf, die die Franzosen auf dem freien Markt verkauft hatten, tätigte für den Kurfürsten verschiedene Geldüberweisungen und lieh dem in Berlin lebenden Sohn und Erben von Kurfürst Wilhelm I. 160.000 Gulden. Er kümmerte sich auch um die Finanzen der kurfürstlichen Mätresse Gräfin Karoline von Schlotheim.
Die Tätigkeiten für den Kurfürsten war nicht ohne Risiko für das Haus Rothschild, da die französischen Behörden zahlreiche Anstrengungen unternahmen, das Vermögen des Kurfürsten zu beschlagnahmen. Mayer Amschels Büros in Frankfurt wurden 1808 von der französischen Polizei durchsucht und Carl Friedrich Buderus wurde im September 1808 für kurze Zeit verhaftet. Der französische Spezialkommissar Savagner verhörte nicht nur Mayer Amschel, sondern auch dessen in Frankfurt anwesenden Söhne sowie seine Ehefrau und Schwiegertöchter. Die Korrespondenz zwischen den Rothschilds und den Beamten des Kurfürsten wurde nun in einem verhältnismäßig einfachen Code geschrieben, in dem Kurfürst Wilhelm I. als „Herr von Goldstein“, „Johannes Adler“ oder „der Principale“ genannt wurde. Die Briefe der kurfürstlichen Beamten gingen allerdings nicht mehr an Mayer Amschel, sondern an Juda Sichel, dessen Sohn Bernhard im Jahre 1802 Mayer Amschels Tochter Isabell Rothschild geheiratet hatte. Vermutlich wurden auch die Geschäftsbücher in dieser Zeit in zwei Versionen gefertigt: Eine, in die die französischen Behörden Einblick nehmen konnten, ohne dass sie die Transaktionen für den Kurfürsten nachvollziehen konnten und eine zweite Version, die die Geschäfte des Hauses Rothschild richtig und vollständig abbildete. Erst 1810, als das Großherzogtum Frankfurt unter direkter Herrschaft des Fürstprimas Karl Theodor von Dalberg gegründet wurde, hörten die Nachstellungen auf.

### Die Niederlassung in Großbritannien

#### Anfängliche Geschäftstätigkeit des Hauses Rothschild in Großbritannien
Parallel zum Ausbau des Bankgeschäftes hatte Mayer Amschel auch das Importgeschäft des Hauses Rothschild ausgebaut. Verbindungen zu Firmen in Großbritannien belegt bereits die Bilanz aus dem Jahre 1797. Vermutlich ab 1798 arbeitete Mayer Amschels dritter Sohn Nathan Mayer Rothschild in Großbritannien und ab 1800 dehnten sich die Geschäftsbeziehungen mit Großbritannien weiter aus. Von dem Briefverkehr zwischen Vater und Sohn ist nicht viel erhalten geblieben. Die erhalten gebliebenen Briefe belegen, dass Nathan Mayer anfänglich nicht selbständig agierte, sondern nach den Anweisungen seines Vaters handelte. Nathan sollte vor allem britische Textilien in Großbritannien aufkaufen und auf den europäischen Kontinent exportieren und ließ sich aus diesem Grund in Manchester nieder. Zu dem von ihm nach Kontinentaleuropa exportierten Gütern gehörten jedoch auch andere Waren wie Kaffee oder der Färbestoff Indigo.

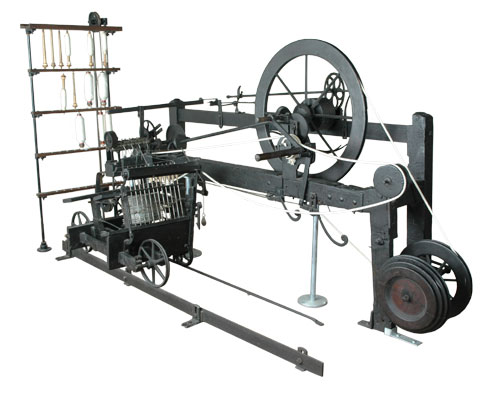
Eine Spinning Mule, die dazu beitrug, dass britische Textilien deutlich günstiger waren als die in Kontinentaleuropa gefertigten

Nathan Mayer machte sich vor allem zu Nutze, dass die Weber ihre Ware an Händler verkauften, die in der Regel erst nach zwei, drei oder sechs Monaten für die verkaufte Ware bezahlten. Weber, die dringend Geld benötigten, waren bereit, einem Händler, der seine Rechnung sofort beglich, einen deutlichen Preisabschlag zu gewähren. Dieser Abschlag war deutlich höher als der Zinsbetrag, den Nathan Mayer in London für die aufgenommenen Gelder zu zahlen hatte. Der Transport der Textilien zu seinen kontinentaleuropäischen Kunden benötigte in der Regel zwei Monate. Zu zahlen hatten die Kunden drei Monate nach Erhalt der Ware. Das Haus Rothschild hatte daher in der Regel für die gekaufte Ware eine Zwischenfinanzierung von fünf Monaten sicherzustellen.
Das Geschäft mit britischen Textilien war saison- und konjunkturabhängig und der Umsatz der britischen Niederlassung des Hauses Rothschild schwankte stark. Der Krieg zwischen Großbritannien und Frankreich erschwerte außerdem zunehmend den Export britischer Waren. Am 21. November 1806 verhängte Napoleon die sogenannte Kontinentalsperre. Diese Wirtschaftsblockade der britischen Inseln blieb bis 1814 in Kraft und sollte Großbritannien mit den Mitteln des Wirtschaftskrieges in die Knie zwingen. Das Exportgeschäft wurde daraufhin illegal weitergeführt und die Waren mittels falscher Papiere und unter anderer Flagge laufenden Schiffe vorgenommen. Da der Transport illegal war, war es auch nicht mehr möglich, die Schiffsladungen zu versichern. Das Risiko für das Haus Rothschild bei einem solchen Transport substantiellen Verlust zu erleiden, war damit deutlich gestiegen. Im September 1809 wurde eine große Schiffsladung in Riga beschlagnahmt und wurde erst nach Zahlung beträchtlicher Bestechungsgelder freigegeben. Gleiches passierte mit einer Schiffsladung, die in Königsberg ankam. In Frankfurt beschlagnahmten im Oktober 1810 die Behörden bei Mayer Amschel Schmuggelware in Höhe von 60.000 Gulden. Die beschlagnahmten Waren wurden verbrannt und Mayer Amschel musste zusätzlich eine Geldstrafe von 20.000 Franc (etwa 40.000 Gulden) bezahlen.

#### Die Finanztransaktionen für Kurfürst Wilhelm I.
Die Anwesenheit von Nathan Mayer Rothschild in Großbritannien ermöglichte Mayer Amschel jedoch, die Finanztransaktionen mit Kurfürst Wilhelm I. erheblich auszubauen. Der größte Teil des kurfürstlichen Vermögens bestand aus britischen Staatsanleihen. Daneben schuldeten der Prince of Wales und seine Brüder dem Kurfürsten etwa 200.000 Pfund und als Verbündeter der Briten standen dem Kurfürsten allein für die Jahre von 1807 bis 1810 110.150 Pfund zu. Die jährlichen Zinsen dieser Papiere sowie eventuelle Schuldentilgungen seitens des britischen Königshauses wurden in London ausgezahlt und konnten infolge von Krieg und Kontinentalsperre nur schwer an den Kurfürsten übermittelt werden. Nathan Mayer war persönlich bereits 1807 an den britischen Bevollmächtigten des Kurfürsten herangetreten, um seine Finanzdienstleistungen für die Anlage dieser Gelder anzubieten. Auf ausdrückliche Anweisung des Kurfürsten wurde dieses Angebot jedoch abgelehnt. Erst zwei Jahre später, im Jahre 1809, erhielt sein Vater Mayer Amschel dank seiner Verbindung zu Carl Friedrich Buderus den Auftrag, für den Kurfürsten mündelsichere britische Staatspapiere (sogenannte Konsols) zu erwerben. Bis 1813 führte das Haus Rothschild neun Mal für den Kurfürsten solche Transaktionen durch. Der Wert der Käufe belief sich auf insgesamt 664.850 Pfund. Ausgeführt wurden diese Käufe über Nathan Mayer, der ab 1808 in London lebte. Mayer Amschel berechnete dem Kurfürsten 1/8 Prozent Provision für die ausgeführten Geschäfte. Der Preis der Wertpapiere sowie der Wechselkurs zwischen Gulden und Pfund waren jeweils fest vereinbart. Da auf Grund der britischen Misserfolge im Krieg gegen Frankreich die Preise der Staatspapiere unter den mit dem Kurfürsten vereinbarten Preis fielen, verdiente das Haus Rothschild an den ersten drei Transaktionen durchschnittlich zwei Prozent, obwohl Mayer Amschel grundsätzlich risikoavers handelte und die Aufträge schnell ausführen ließ. Die Vereinbarung mit dem Kurfürsten sah außerdem vor, dass die Wertpapiere zunächst auf das Haus Rothschild oder eines seiner Bevollmächtigten gebucht wurde. Erst wenn der Kurfürst den Gegenwert der Papiere auf ein Konto der Rothschilds überwiesen hatte, wurden die Papiere offiziell auf ihn umgebucht.
Diese Vereinbarung erwies sich für das Haus Rothschild nützlich, als Kurfürst Wilhelm I. im Sommer 1811 wegen des steten Preisverfalls der Staatspapiere die Käufe stoppte. Die Rothschilds hatten zu diesem Zeitpunkt für mehr als 100.000 Pfund britische Staatspapiere erworben, die der Kurfürst erst im Mai 1812 beglich. Bis zu diesem Zeitpunkt waren diese Papiere auf Nathan Mayer Rothschild gebucht. Die Größe der für den Kurfürsten durchgeführten Transaktionen sowie die scheinbaren Kapitalmittel, über die Nathan Mayer Rothschild dank dieser Verbuchungstechnik verfügte, sorgten dafür, dass das Haus Rothschild von Beginn seiner Finanzaktivitäten in London an zu den großen Finanzinstitutionen zählte.

### Finanzdienstleistungen für andere europäische Fürsten

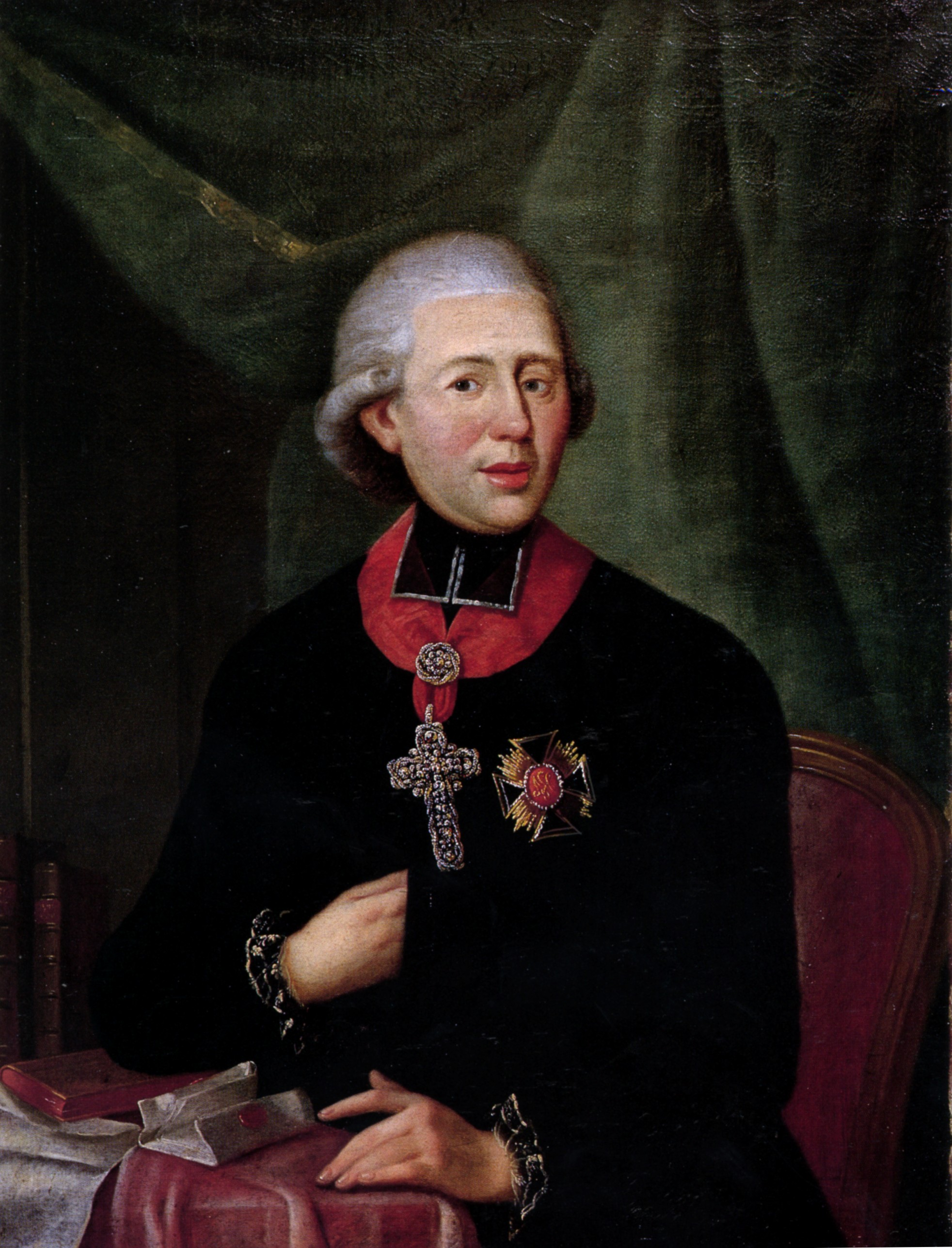
Erzbischof Karl Theodor von Dalberg

So wurde Rothschild auch Hoffaktor des Johanniterordens und der Familie Thurn und Taxis. Zugleich gelang es Rothschild, auch zu Karl Theodor von Dalberg eine enge Beziehung aufzubauen. Dalberg war seit 1806 Fürstprimas des von Napoléon Bonaparte eingesetzten Rheinbundes und Herr über die vormals Freie Reichsstadt Frankfurt. Er stieg 1810 zum Großherzog von Frankfurt auf. Rothschild half ihm, seinen aufwendigen Lebenswandel zu finanzieren, unter anderem 1810 für die Reise nach Paris zur Hochzeit Napoléons mit Marie Louise. Dafür erhielt Rothschilds jüngster Sohn Jakob "James" die Genehmigung, sich in Paris niederzulassen. Das Haus Rothschild war somit in den Hauptstädten beider kriegsführender Nationen präsent.
Die zunehmende Größe, Komplexität und Internationalität seiner Geschäfte veranlassten Mayer Amschel Rothschild, 1810 sein Unternehmen auf eine breitere Basis zu stellen. In einem neuen Gesellschaftervertrag nahm er seine Söhne als vollwertige Geschäftspartner in das Unternehmen auf. Der Vater stand zwar weiterhin an der Spitze des Unternehmens, die Last der alltäglichen Arbeit lag aber nun auf den Schultern der Söhne. Als nach außen sichtbares Zeichen der Neuerungen hieß die Firma fortan „Mayer Amschel Rothschild und Söhne“.

### Jüdische Emanzipation

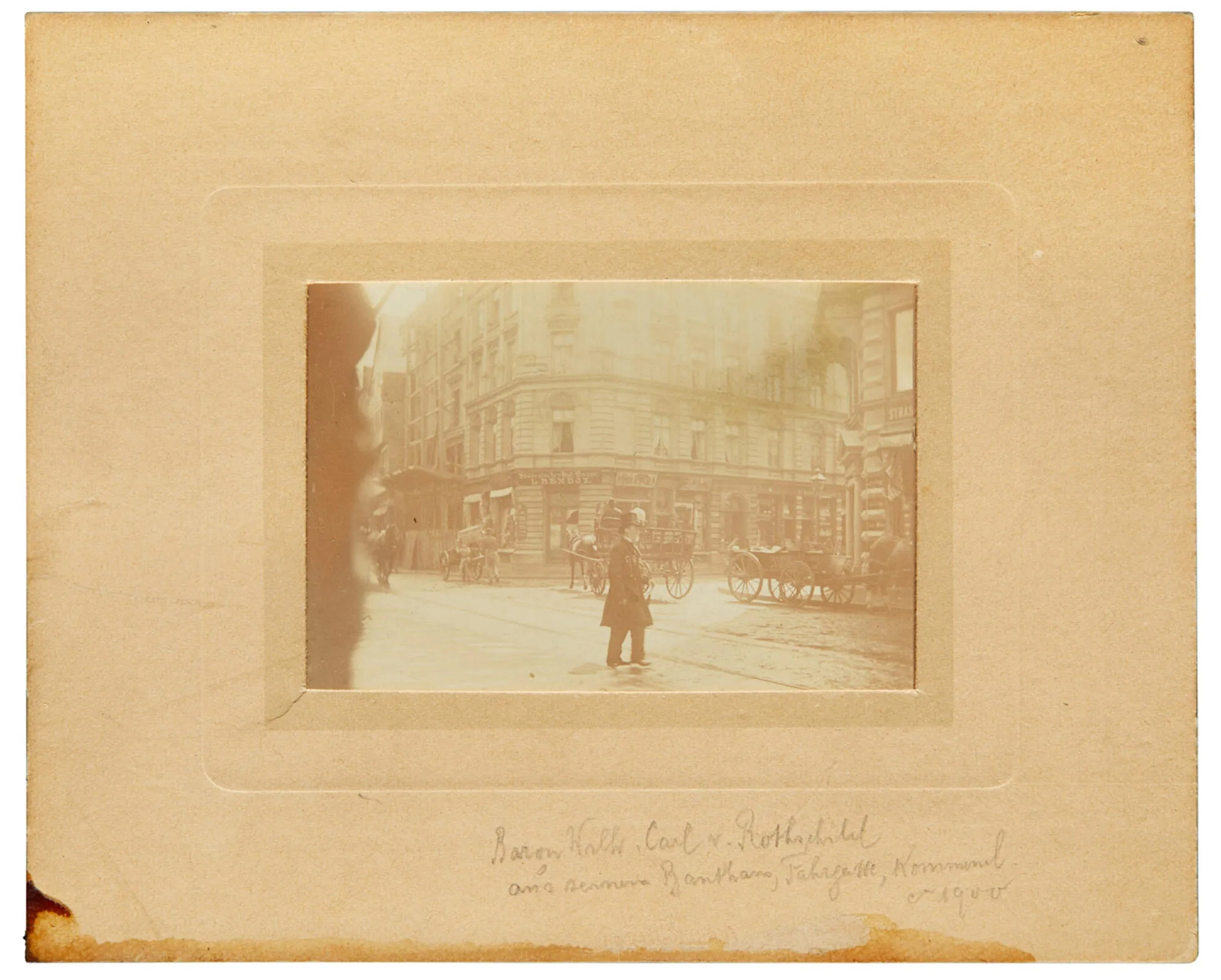
Die Fotografie zeigt Wilhelm Carl von Rothschild um 1900 vor dem Bankhaus in der Fahrgasse

Mayer Amschel konnte sich nun stärker um ein anderes Anliegen kümmern, die Emanzipation der Frankfurter Juden. Im Juli 1796 hatten französische Revolutionstruppen unter General Jean-Baptiste Kléber Frankfurt beschossen. Dabei war etwa ein Drittel der Häuser in der Judengasse zerstört worden. Der Rat der Stadt hob daraufhin de facto die Stättigkeit auf, eine Verordnung, die den Juden unter anderem den Grundbesitz außerhalb der Judengasse untersagte und sie zwang, dort ihre Wohnung zu nehmen. Rothschild verlegte seine Geschäftsräume 1795 in die Schnurgasse und sein Warenlager in den Trierischen Hof außerhalb des Ghettos. 1809 erwarb er einen Bauplatz im nördlichen, abgebrannten Teil der Judengasse. Auf diesem Grundstück (Fahrgasse 146) an der Ecke Fahrgasse und Judengasse ließ sein Sohn 1813 das klassizistische Geschäftsgebäude des Bankhauses M. A. Rothschild & Söhne errichten.
Wiederholte schriftliche Interventionen bei dem Großherzog von Frankfurt, Karl Theodor von Dalberg, führten schließlich am 7. Februar 1811 zur Verkündung eines Emanzipationsediktes, der Höchsten Verordnung, die bürgerliche Rechtsgleichheit der Judengemeinde zu Frankfurt betreffend. Damit wurden die Frankfurter Juden den übrigen Bürgern rechtlich gleichgestellt. Bevor aber das Edikt Rechtskraft erlangen konnte, musste die jüdische Gemeinde eine Ablösesumme von 440.000 Gulden an die Stadt Frankfurt zahlen, an deren Finanzierung sich Rothschild beteiligte.

### Vermächtnis

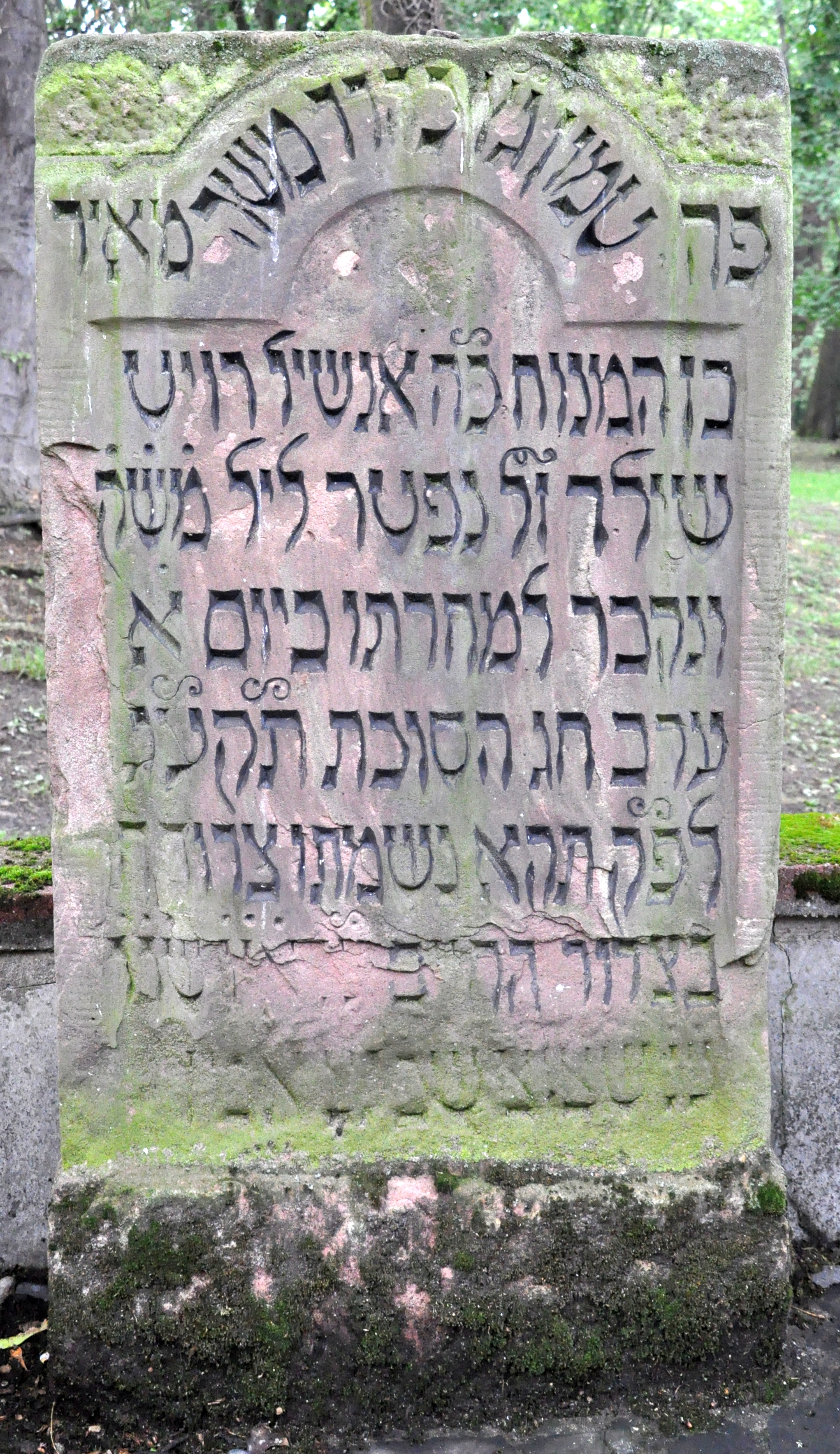
Grabstein für Mayer Amschel Rothschild auf dem Alten Jüdischen Friedhof Frankfurt am Main, Battonnstraße

Kurz nach seiner Aufnahme in das Wahlkollegium des Großherzogtums verstarb Mayer Amschel Rothschild am 19. September 1812. Beerdigt wurde er auf dem Alten Jüdischen Friedhof Frankfurt am Main in der heutigen Battonnstraße. Sein Grabstein entging den Zerstörungen durch die Nationalsozialisten. Er wurde 1968 wiederentdeckt und im Ehrenhain aufgestellt. Die Grabinschrift kann über eine Online-Datenbank abgerufen werden.
In Anerkennung seiner Leistungen erhob ihn der österreichische Kaiser 1817 postum in den Adelsstand. Von Mayer Amschel Rothschild sind keine zeitgenössischen Bilddarstellungen überliefert, aber zahlreiche Anekdoten und literarische Zeugnisse.
In seinem Testament verfügte Mayer Amschel Rothschild, das Familienunternehmen als Ganzes zu erhalten. Für dessen Führung legte er ein strenges Reglement fest:
- Alle Schlüsselpositionen sind mit Familienmitgliedern zu besetzen.
- An Geschäften dürfen nur männliche Familienmitglieder teilnehmen.
- Der älteste Sohn des ältesten Sohnes soll Familienoberhaupt sein, soweit die Mehrheit der Familie nicht anders entscheidet.
- Es soll keine juristische Bestandsaufnahme und keine Veröffentlichung des Vermögens geben.

In den folgenden Jahrzehnten stiegen die inzwischen geadelten Nachfahren Mayer Amschel Rothschilds zu den führenden Bankiers Europas auf. Sie finanzierten Staaten, Unternehmen, Eisenbahnen und den Bau des Suezkanals. Erst mit dem Aufkommen von Großindustrie und Aktienbanken in der 2. Hälfte des 19. Jahrhunderts verlor das Bankimperium der Rothschilds allmählich an Bedeutung.

## Nachkommen
Mayer Amschel Rothschild hatte mit Gutle Schnapper (1753–1849), der Tochter von Wolf Salomon Schnapper, die er am 29. August 1770 heiratete, folgende Kinder:
1. Schönche Jeannette Rothschild (20. August 1771–1859), verheiratet mit Benedikt Moses Worms (1772–1824)
2. Amschel „Anselm“ Mayer (12. Juni 1773 bis 6. Dezember 1855)
3. Salomon Mayer (9. September 1774 bis 28. Juli 1855), Gründer der Rothschild-Bank in Österreich
4. Nathan Mayer (16. September 1777 bis 28. Juli 1836), Gründer der Rothschild-Bank in England
5. Isabella Rothschild (2. Juli 1781–1861)
6. Babette Rothschild (29. August 1784 bis 16. März 1869)
7. Calmann „Carl“ Mayer (24. April 1788 bis 10. März 1855), Gründer der Niederlassung C.M. de Rothschild e figli in Neapel
8. Julie Rothschild (1. Mai 1790 bis 19. Juni 1815)
9. Henriette („Jette“) (1791–1866) verheiratet mit Abraham Montefiore (1788–1824)
10. Jacob „James“ Mayer (1792–1868), Gründer der Rothschild-Bank in Frankreich

## Einzelbelege
1. ↑  Elon, S. 44f.
2. ↑  Elon, S. 47.
3. ↑  Elon, S. 57.
4. ↑  Ferguson (2002), S. 62.
5. ↑  Ellon, S. 21 und 24.
6. ↑  Elon, S. 40f.
7. ↑  Ferguson, S. 62.
8. ↑  Edith Dörken: Berühmte Frankfurter Frauen, Verlag Otto Lembeck, Frankfurt am Main 2008, ISBN 978-3-87476-557-2, S. 46.
9. ↑  Edith Dörken: Berühmte Frankfurter Frauen, Verlag Otto Lembeck, Frankfurt am Main 2008, ISBN 978-3-87476-557-2, S. 46 und 47.
10. ↑  Edith Dörken: Berühmte Frankfurter Frauen, Verlag Otto Lembeck, Frankfurt am Main 2008, ISBN 978-3-87476-557-2, S. 47.
11. ↑  Elon, S. 76.
12. 1 2  Ferguson (2002), S. 63.
13. ↑  Elon, S. 76f.
14. ↑  In der Literatur sind abweichende Jahreszahlen sowohl für den Kauf als auch für den Bezug des Hauses angegeben. Nach Amos Elon erwarb Mayer Amschel das Haus 1784 und zog dort 1786 ein (S. 86 und 87); nach Niall Ferguson zahlte Mayer Amschel zwei Kaufbeträge, davon den ersten 1783 und bezog das Haus erst 1787 (Ferguson 2002, S. 64).
15. ↑  Elon, S. 37.
16. ↑  Ferguson (2002), S. 64; Edith Dörken: Berühmte Frankfurter Frauen, Verlag Otto Lembeck, Frankfurt am Main 2008, ISBN 978-3-87476-557-2, S. 47.
17. ↑  Ferguson (2002), S. 65.
18. ↑  Ferguson (2002), S. 82–105.
19. 1 2  Ferguson (2002), S. 84.
20. ↑  Elon, S. 99.
21. ↑  Lothar Buderus von Carlshausen: Das Leben eines kurhessischen Beamten in schwerer Zeit. In: Hessenland. Monatsschrift für Landes- und Volkskunde, Kunst und Literatur Hessens. 42. Jg. 1931.
22. ↑  Ferguson (2002), S. 89.
23. 1 2  Ferguson (2002), S. 91.
24. ↑  Ferguson (2002), S. 92f.
25. ↑  Ferguson, S. 69.
26. ↑  Ferguson (2002), S. 73f.
27. ↑  Ferguson (2002), S. 78.
28. ↑  Ferguson (2002), S. 80.
29. ↑  Ferguson (2002), S. 90.
30. ↑  Meir Rothschild ben Anschel Rothschild (Grabinschrift in der epigraphischen Datenbank epidat des Steinheim-Instituts; deutsch und hebräisch).
31. ↑  Elon, S. 66.

| Personendaten    | Personendaten                  |
| ---------------- | ------------------------------ |
| NAME             | Rothschild, Mayer Amschel      |
| KURZBESCHREIBUNG | deutscher Kaufmann und Bankier |
| GEBURTSDATUM     | 23. Februar 1744               |
| GEBURTSORT       | Frankfurt am Main              |
| STERBEDATUM      | 19. September 1812             |
| STERBEORT        | Frankfurt am Main              |